# Rymosia virens
Rymosia virens är en tvåvingeart som beskrevs av Dziedzicki 1910. Rymosia virens ingår i släktet Rymosia och familjen svampmyggor. Inga underarter finns listade i Catalogue of Life.